# Martín Almagro Basch
Martín Almagro Basch (Tramacastilla, 17 aprile 1911 – Madrid, 24 agosto 1984) è stato un archeologo e storico spagnolo.
Partecipò con la Falange Española alla Guerra civile spagnola.
Anche il figlio Martín Almagro Gorbea è archeologo e storico.

## Biografia
Nella sua infanzia studiò al collegio degli Scolopi di Albarracín, in seguito, grazie a una borsa di studio, all'Università di Valencia (1928-1930) e infine all'Università Centrale di Madrid, dove si laureò, ampliando i suoi studi come allievo di Hugo Obermaier. Compì un viaggio di studio di Germania per completare la sua formazione negli anni 1930.
Il 31 luglio 1936, all'inizio della Guerra civile spagnola, si arruolò come soldato nella Falange Española, prendendo parte al Fronte di Aragona e alla conquista di San Sebastián. Secondo Ernesto Giménez Caballero, Martín Almagro apparteneva al gruppo dei falangisti che si erano «nazificati».

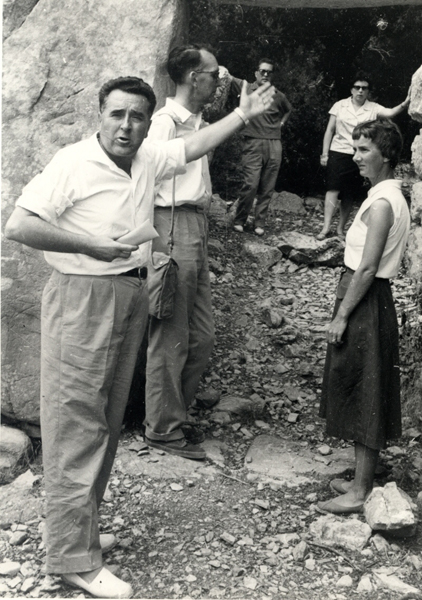
Martín Almagro Basch, 1950-1960.

Dopo aver ricoperto importanti incarichi nel partito, partecipò attivamente al complotto orchestrato da Manuel Hedilla nell'aprile del 1937 contro il Decreto de Unificación, con cui si univano tutti i partiti della sollevazione franchista in un partito unico, che comportava la sottomissione della Falange alla disciplina franchista. Per questi fatti fu giudicato insieme a vertici falangisti come lo stesso Hedilla, Daniel López Puertas e Fernando Ruiz de la Prada, ma fu l'unico assolto del processo grazie alla mediazione di Eugenio Vegas Latapie e Juan José López Ibor. Durante il conflitto collaborò con i giornali Arriba España di Pamplona, e F.E. di Siviglia.
Dopo aver fatto parte di diverse guarnigioni in Estremadura e nelle Asturie, nel marzo del 1939 fu nominato direttore del Museo di Archeologia di Catalogna, a Barcellona. Nel 1940 ottenne la cattedra di Storia Antica della Spagna all'Università di Santiago di Compostela, e nel 1943 quella di Preistoria all'Università di Barcellona.
Fu specialista in preistoria, sebbene i suoi soggetti di ricerca abbiano abbracciato tematiche molto differenti come l'arte rupestre e l'archeologia classica. Insegnò storia primitiva dell'uomo nelle università di Barcellona e di Madrid e fu direttore del Museo archeologico nazionale dal 1968 al 1981, nello stesso periodo collaborò con il Consejo Superior de Investigaciones Científicas.
I suoi contributi più rappresentativi si muovono intorno all'ambito mediterraneo: si dedicò soprattutto alle pitture rupestri del bacino del Mediterraneo nella penisola iberica, agli scavi di Ampurias e agli scavi di sepolcri megalitici; fu anche direttore della missione archeologica spagnola in Nubia, sotto l'egida dell'UNESCO.

## Riconoscimenti
- Medaglia d'oro al Merito delle Belle Arti
- Commendatore dell'Ordine civile di Alfonso X il Saggio
- Gran Croce dell'Ordine al merito civile
- Medaglia d'Oro ai benemeriti della cultura e dell'arte della Repubblica italiana
- Palma dell'Académie française

## Opere
- Introducción a la arqueología ("Introduzione all'archeologia") (1941)
- Ampurias: Historia de la ciudad y guía de sus excavaciones ("Ampurias: Storia della città e guida dei suoi scavi") (1951)
- La necrópolis de Ampurias ("La necropoli di Ampurias") (1955)
- El Señorío Soberano de Albarracín bajo los Azagra ("La signoria sovrana di Albarracín sotto gli Azagra") (1959)
- Introducción al estudio de la prehistoria y de la arqueología de campo ("Introduzione allo studio della preistoria e dell'archeologia da campo") (1960)
- Manual de Historia Universal. Prehistoria ("Manuale di Storia Universale. Preistoria") (1960)
- Historia de Albarracín y su sierra ("Storia di Albarracín e delle sue montagne") (1959-1964)
- Las estelas decoradas del sureste peninsular ("Le steli decorate del sud-est della Penisola") (1966)
- El arte prehistórico en el Sáhara español ("Arte preistorica nel Sahara spagnolo") (1968)